# ألبرت إيدي بار
ألبرت إيدي بار (بالنرويجية البوكمول: Albert Eide Parr؛ بالإنجليزية: Albert Eide Parr) هو عالم حيوانات وبروفيسور نرويجي وأمريكي، ولد في 15 أغسطس 1900 في برغن في النرويج، وتوفي في 17 يوليو 1991 في وايلدر في الولايات المتحدة.